# Alekseï Koznev
Alekseï Valentinovitch Koznev - en russe : Алексей Валентинович Кознев et en anglais : Alexei Koznev (né le 3 octobre 1975 à Tcherepovets en URSS) est un joueur professionnel russe de hockey sur glace. Il évolue au poste de centre.

## Biographie

### Carrière de joueur
En 1992, il commence sa carrière avec son club formateur du Severstal Tcherepovets dans la Superliga. En 1995, il se joint au SKA Saint-Pétersbourg. Il a également porté les couleurs durant une saison de l'Avangard Omsk et du Sibir Novossibirsk. Durant la saison 2009-2010, il signe au Vitiaz Tchekhov.

### Carrière internationale
Il a représenté la Russie au niveau international.

## Trophées et honneurs personnels
Superliga
- 2002 : participe au Match des étoiles avec l'équipe est.

## Statistiques

### En club
| Saison    | Équipe                   | Ligue         |    | Saison régulière | Saison régulière | Saison régulière | Saison régulière | Saison régulière |    | Séries éliminatoires | Séries éliminatoires | Séries éliminatoires | Séries éliminatoires | Séries éliminatoires |
| Saison    | Équipe                   | Ligue         | PJ | B                | A                | Pts              | Pun              | PJ               | B  | A                    | Pts                  | Pun                  |                      |                      |
| 1992-1993 | Metallourg Tcherepovets  | Superliga     | 2  | 0                | 0                | 0                | 0                |                  |    |                      |                      |                      |                      |                      |
| 1993-1994 | Metallourg Tcherepovets  | Superliga     | 38 | 3                | 3                | 6                | 28               |                  |    |                      |                      |                      |                      |                      |
| 1994-1995 | Severstal Tcherepovets   | Superliga     | 41 | 2                | 3                | 5                | 10               | --               | -- | --                   | --                   | --                   |                      |                      |
| 1995-1996 | SKA Saint-Pétersbourg    | Superliga     | 50 | 10               | 6                | 16               | 26               |                  |    |                      |                      |                      |                      |                      |
| 1996-1997 | SKA Saint-Pétersbourg    | Superliga     | 41 | 10               | 7                | 17               | 22               |                  |    |                      |                      |                      |                      |                      |
| 1997-1998 | SKA Saint-Pétersbourg    | Superliga     | 46 | 13               | 9                | 22               | 40               |                  |    |                      |                      |                      |                      |                      |
| 1998-1999 | SKA Saint-Pétersbourg    | Superliga     | 39 | 7                | 11               | 18               | 20               | --               | -- | --                   | --                   | --                   |                      |                      |
| 1998-1999 | SKA Saint-Pétersbourg 2  | Vyschaïa Liga | 22 | 10               | 8                | 18               | 16               |                  |    |                      |                      |                      |                      |                      |
| 1999-2000 | SKA Saint-Pétersbourg    | Superliga     | 38 | 16               | 10               | 26               | 56               |                  |    |                      |                      |                      |                      |                      |
| 2000-2001 | Severstal Tcherepovets   | Superliga     | 44 | 4                | 13               | 17               | 56               |                  |    |                      |                      |                      |                      |                      |
| 2001-2002 | Avangard Omsk            | Superliga     | 44 | 10               | 13               | 23               | 36               |                  |    |                      |                      |                      |                      |                      |
| 2002-2003 | SKA Saint-Pétersbourg    | Superliga     | 50 | 11               | 10               | 21               | 56               | --               | -- | --                   | --                   | --                   |                      |                      |
| 2003-2004 | SKA Saint-Pétersbourg    | Superliga     | 14 | 4                | 0                | 4                | 12               | --               | -- | --                   | --                   | --                   |                      |                      |
| 2004-2005 | Severstal Tcherepovets   | Superliga     | 58 | 8                | 9                | 17               | 46               | --               | -- | --                   | --                   | --                   |                      |                      |
| 2005-2006 | Sibir Novossibirsk       | Superliga     | 27 | 8                | 4                | 12               | 44               | --               | -- | --                   | --                   | --                   |                      |                      |
| 2005-2006 | SKA Saint-Pétersbourg    | Superliga     | 18 | 2                | 8                | 10               | 20               | 3                | 0  | 0                    | 0                    | 4                    |                      |                      |
| 2006-2007 | SKA Saint-Pétersbourg    | Superliga     | 32 | 8                | 4                | 12               | 64               | --               | -- | --                   | --                   | --                   |                      |                      |
| 2007-2008 | SKA Saint-Pétersbourg    | Superliga     | 46 | 4                | 7                | 11               | 38               | 8                | 3  | 0                    | 3                    | 2                    |                      |                      |
| 2008-2009 | SKA Saint-Pétersbourg    | KHL           | 5  | 1                | 0                | 1                | 0                | --               | -- | --                   | --                   | --                   |                      |                      |
| 2008-2009 | Vitiaz Tchekhov          | KHL           | 12 | 5                | 3                | 8                | 16               | --               | -- | --                   | --                   | --                   |                      |                      |
| 2009-2010 | HK VMF Saint-Pétersbourg | Vyschaïa liga | 3  | 0                | 0                | 0                | 2                | --               | -- | --                   | --                   | --                   |                      |                      |
| 2009-2010 | Vitiaz Tchekhov          | KHL           | 54 | 6                | 11               | 17               | 68               |                  |    |                      |                      |                      |                      |                      |
| 2010-2011 | Vitiaz Tchekhov          | KHL           | 33 | 3                | 13               | 16               | 28               |                  |    |                      |                      |                      |                      |                      |
| 2010-2011 | Molot Prikamie Perm      | Vyschaïa Liga | 10 | 3                | 1                | 4                | 8                | 6                | 1  | 1                    | 2                    | 0                    |                      |                      |
| 2010-2011 | Molot Prikamie Perm 2    | Pervaïa Liga  | 1  | 0                | 0                | 0                | 0                | -                | -  | -                    | -                    | -                    |                      |                      |

### En équipe nationale
| Année | Compétition          | PJ | B | A | Pts | +/- | Pun | Résultat          |
| ----- | -------------------- | -- | - | - | --- | --- | --- | ----------------- |
| 2002  | Championnat du monde | 9  | 3 | 2 | 5   | +2  | 6   | Médaille d'argent |